# Thiều Bảo Trâm
Thiều Thị Trâm (sinh ngày 20 tháng 9 năm 1994), thường được biết đến với nghệ danh Thiều Bảo Trâm, là một nữ ca sĩ người Việt Nam.

## Sự nghiệp

### 2013 - 2015: Ra mắt chính thức và hoạt động với vai trò thành viên của Bee.T
Năm 2013, Thiều Bảo Trâm chính thức ra mắt với vai trò thành viên của nhóm nhạc nữ Bee.T cùng với chị gái Thiều Bảo Trang với MV I Love You, từng nhận được phản hồi tích cực trong chương trình Bước nhảy hoàn vũ. Nhóm hoạt động đến năm 2015 thì tan rã.

### 2017 - 2021: Ra mắt và hoạt động với tư cách nghệ sĩ solo
Năm 2017, Thiều Bảo Trâm tham gia cuộc thi The Remix và gây chú ý mà không có chị gái đồng hành, mở đầu con đường solo và dừng chân ở tập 5. Tận dụng sức nóng sau chương trình, tháng 8 cùng năm, Thiều Bảo Trâm chính thức ra mắt solo thông qua MV "Cơn Mơ Ngọt Ngào". Và vào tháng 12 năm 2017, cô ra măt MV "Thương Anh" do chính cô và Shin Hồng Vịnh sáng tác.
Năm 2018, Thiều Bảo Trâm ra mắt MV "Kệ Anh Thôi (Alright)".
Năm 2019, Thiều Bảo Trâm ra mắt MV "Triệu Lý Do" do chính cô và Nguyễn Bảo Trọng sáng tác.
Năm 2020, Thiều Bảo Trâm ra mắt MV "Một Mình Có Buồn Không" kết hợp với Lou Hoàng. Chỉ sau 5 tiếng phát hành, ca khúc đã đạt được vị trí số 1 bảng xếp hạng ca khúc được tải về nhiều nhất trên iTunes Việt Nam. Sau 50 giờ, MV đã đạt được Top 3 Thịnh hành YouTube với hơn 2 triệu lượt xem.
Năm 2021, Thiều Bảo Trâm ra mắt MV "Love Rosie". Sau 4 ngày ra mắt, MV đã thu về hơn 3,1 triệu lượt xem và ở vị trí thứ 8 trên top trending.

### 2022 - nay: Mini album đầu tay, trở thành thành viên của Hoa Đạp Gió
Tháng 4 năm 2022, Thiều Bảo Trâm ra mắt MV "Sau Lưng Anh Có Ai Kìa" - một ca khúc trực thuộc mini album đầu tay "after YOU" của cô. Chỉ sau 20 giờ phát hành, MV đã đạt được Top 26 Thịnh hành Youtube Thế giới và sau 2 ngày phát hành đã đạt được Top 1 Thịnh hành Youtube Việt Nam và tiếp tục giữ vị trí này liên tiếp trong 14 ngày. Tháng 6 năm 2022, cô chính thức phát hành mini album "after YOU" và ra mắt MV "Chúng ta làm bạn được không?" - một ca khúc khác cũng nằm trong mini album "after YOU", ca khúc đã đạt Top 6 trong Top Trending Music của YouTube Việt Nam.
Năm 2023, Thiều Bảo Trâm ra mắt MV "Chắc Anh Có Nỗi Khổ Tâm".
Năm 2024, Thiều Bảo Trâm tham gia chương trình "Chị Đẹp Đạp Gió Rẽ Sóng (mùa 2)" và giành được vị trí ra mắt trong nhóm "Hoa Đạp Gió".
Tháng 1 năm 2025, tại Nhà thi đấu Nguyễn Du, Thiều Bảo Trâm đã được công bố là chiến thắng giải thưởng Làn Sóng Xanh 2024 cho hạng mục Nữ ca sĩ / Rapper được yêu thích. Tháng 5 năm 2025, cô ra mắt MV "Không Lời". Trước khi phát hành, ca khúc đã đạt Top 1 lượt đặt trước trên nền tảng iTunes Việt Nam. Ngay sau khi ra mắt 1 tiếng, ca khúc cũng chiếm vị trí 1 bảng xếp hạng ZingMP3 theo thời gian thực, sau 4 giờ ra mắt, MV lọt top trending, đồng thời ca khúc cũng leo lên #1 iTunes Vietnam.
Ngày 25/5/2025, Thiều Bảo Trâm tổ chức fan meeting mang tên "Sweet Lychee" tại TP. Hồ Chí Minh — phòng trà Bến Thành, lầu 3, 6 Mạc Đĩnh Chi, diễn ra vào lúc 15:30. Sự kiện được người hâm mộ vô cùng mong chờ và toàn bộ vé đã được bán hết trong đêm mở bán. tại TP. Hồ Chí Minh — phòng trà Bến Thành, lầu 3, 6 Mạc Đĩnh Chi, diễn ra vào lúc 15:30. Sự kiện được người hâm mộ vô cùng mong chờ và toàn bộ vé đã được bán hết trong đêm mở bán.

## Danh sách đĩa nhạc

### Mini album
| Tên       | Thông tin album                                                                                      | Danh sách bài hát |
| --------- | --- | --- |
| after YOU | - Phát hành: Ngày 7 tháng 6 năm 2024 - Hãng: OnlyC Production - Định dạng: Tải nhạc, phát trực tuyến | Danh sách 1. after YOU 2. Sau Lưng Anh Có Ai Kìa 3. Chúng Ta Làm Bạn Được Không? 4. Trước Tiên Anh Hãy Nói Chia Tay Em Đi (feat Andiez) 5. Một Tuần Sau Chia Tay |

### Một số ca khúc khác

#### Với tư cách là thành viên của Bee.T
- Xuân Rạng Ngời (2013)
- Xuân Đến Muôn Nhà (2013)

## Video âm nhạc

### Với tư cách là thành viên của Bee.T
- I Love You (2013)
- Thiên Đường Để Lại (2013)
- Mưa (2013)
- Ký Ức Trong Tôi (2014)
- Xóa (2015)
- Buông Tay (2015)

### Với tư cách là nghệ sĩ solo
| Năm  | Ngày  | Tên                                   | Ghi chú                                                                                                |
| ---- | ----- | ------------------------------------- | --- |
| 2017 | 29/8  | Cơn Mưa Ngọt Ngào                     | MV debut solo                                                                                          |
| 2017 | 14/12 | Thương Anh                            | |
| 2018 | 30/3  | Kệ Anh Thôi (Alright)                 | |
| 2019 | 7/4   | Triệu Lý Do                           | |
| 2020 | 6/2   | Một Mình Có Buồn Không                | Kết hợp với Lou Hoàng                                                                                  |
| 2021 | 24/1  | Trải Trái Trải Phải                   | Hiền Hồ x Thiều Bảo Trâm x ICD                                                                         |
| 2021 | 5/5   | Love Rosie                            | |
| 2022 | 11/4  | Sau Lưng Anh Có Ai Kìa                | Thuộc mini album after YOU                                                                             |
| 2022 | 7/6   | Chúng Ta Làm Bạn Được Không           | Thuộc mini album after YOU                                                                             |
| 2022 | 7/6   | Trước tiên anh hãy nói chia tay em đi | Phúc Bồ & Andiez                                                                                       |
| 2022 | 7/6   | Một tuần sau chia tay                 | |
| 2022 | 7/6   | after YOU                             | |
| 2023 | 20/8  | Chắc Anh Có Nỗi Khổ Tâm               | |
| 2024 | 24/10 | Ngôi Sao Giữa Thiên Hà                | Kết hợp với tất cả thí sinh Chị Đẹp Đạp Gió Rẽ Sóng (Mùa 2), MV chủ đề Chị Đẹp Đạp Gió Rẽ Sóng (Mùa 2) |
| 2025 | 14/1  | Mơ Tết Này Về Việt Nam                | Thiều Bảo Trâm, Bảo Anh và Hòa Minzy (Gala Tết)                                                        |
| 2025 | 8/5   | Không Lời                             | |

## Đời tư
Thiều Bảo Trâm là cựu sinh viên Trường cao đẳng Văn hóa Nghệ thuật Hà Nội. Trước khi đến ra mắt với vai trò ca sĩ, cô cũng nổi bật với nhiều thành tích tại các cuộc thi: Tiếng hát sinh viên toàn quốc, Tiếng hát truyền hình toàn quốc, Tiếng ca học đường, Ngôi nhà âm nhạc...
Thiều Bảo Trâm từng được cho là có quan hệ tình cảm với nam ca sĩ Sơn Tùng M-TP từ năm 2013 đến năm 2021 từ những bức ảnh được đăng tải, cô cũng là nghệ sĩ nữ duy nhất Sơn Tùng M-TP theo dõi trên mạng xã hội trong khoảng thời gian này. Tuy nhiên vào năm 2020, cả hai đã ngầm thừa nhận chấm dứt quan hệ vơi nhau.
Sự việc trở nên ồn ào hơn khi trên mạng xã hội xuất hiện nghi vấn Hải Tú – nữ diễn viên độc quyền của công ty M-TP Entertainment – là người thứ ba chen vào mối quan hệ. Dù không ai trong ba người chính thức lên tiếng xác nhận, nhưng vụ việc đã gây tranh cãi lớn trong dư luận, tạo nên nhiều cuộc thảo luận sôi nổi về chuyện tình cảm và đạo đức nghề nghiệp trong giới nghệ sĩ.
Cụm từ "trà xanh" cũng trở nên viral tại thời điểm đó, được cho là ám chỉ người thứ ba xen vào mối quan hệ giữa Thiều Bảo Trâm và Sơn Tùng, càng khiến công chúng thêm nghi ngờ về vai trò của Hải Tú trong vụ việc.
. Sau đó, vào năm 2024, Thiều Bảo Trâm đã xác nhận mối quan hệ với người yêu mới là Matthis Metharam, tuy nhiên cả hai cũng chia tay sau nửa năm công khai..

## Giải thưởng
| Năm  | Giải thưởng                    | Hạng mục                                                       | Đối tượng đề cử | Kết quả   | Nguồn                |
| ---- | ------------------------------ | -------------------------------------------------------------- | --------------- | --------- | -------------------- |
| 2014 | Giải Mai Vàng 2013             | Nhóm nhạc được yêu thích nhất                                  | Bee.T           | Đoạt giải | [ 36 ]               |
| 2025 | Giải thưởng Làn Sóng Xanh 2024 | Nữ ca sĩ / Rapper được yêu thích                               | Thiều Bảo Trâm  | Đoạt giải | [ 26 ] [ 27 ] [ 28 ] |
| 2022 | MTV Fan Choice 2022            | Nghệ sĩ được yêu thích nhất (Artist of the Year)               | Thiều Bảo Trâm  | Đề cử     |                      |
| 2022 | MTV Fan Choice 2022            | Sản phẩm âm nhạc được yêu thích nhất (Music Video of the Year) | Thiều Bảo Trâm  | Đề cử     |                      |